# Поляков, Самсон Германович
Поляков Самсон Германович (Гершонович) (бел. Самсон Палякоў, 19 мая 1937 года, Витебск — 24 апреля 2012 года, Иерусалим, Израиль) — белорусский советский писатель.

## Биография
Окончил отделение журналистики Белорусского государственного университета им. В. И. Ленина (1962).
Работал журналистом, сотрудничал в газете «Знамя юности», редактор на киностудии «Беларусьфильм».
Член Союза кинематографистов Белорусской ССР.
Главный редактор киностудии «Летопись» (1992) на «Беларусьфильме». На студии создавалось белорусское документальное кино, была развёрнута многолетняя программа «Возрождение», были сняты фильмы о выдающихся людях Беларуси — Бородулине, Быкове, Ларисе Гениюш, Всеславе Чародее и других — около 150 фильмов. Со студией сотрудничали Михаил Ткачёв, Алесь Марочкин, Василь Быков и многие другие.
В начале 2000-х годов переехал в Израиль к дочери. Умер от разрыва аорты в израильской клинике, не дожив меньше месяца до своего 75-летия.

## Фильмография
- 1993 — Посторонний | Svetimas (Беларусь, Литва)
- 1989 — Во бору брусника
- 1985 — Прощание славянки
- 1985 — Друзей не выбирают
- 1981 — Комендантский час
- 1981 — Было у отца три сына
- 1979 — Пани Мария
- 1979 — Десант на Орингу
- 1977 — Чёрная берёза
- 1974 — Ясь и Янина
- 1972 — Перед первым снегом (короткометражный)
- 1972 — Золотое крыльцо

### Мультфильмы
- 1975 — Бумажная сказка
- 1975 — Квака-задавака
- 1973 — Вася Буслик и его друзья (текст песен)

## Высказывания
«нас могут, как стрелки, случайно передвинуть, и могут, как стрелки, отвести назад»

## Награды
Премия имени А. Адамовича (1995, один из первых лауреатов)

## Известные адреса
Минск, Славинского, 9.